# Ischnopsyllidae
Famille
Les Ischnopsyllidae sont une famille d'insectes de l'ordre des Siphonaptera, c'est-à-dire les puces. Ischnopsyllus est le genre type.

## Liste des sous-familles
Selon BioLib (13 juin 2021) :
- Ischnopsyllinae Wahlgren, 1907
- Thaumapsyllinae Jordan, 1947

## Liste des genres
Selon GBIF (13 juin 2021) :
- Alectopsylla Mahnert, 1976
- Allopsylla Beaucournu & Fain, 1982
- Aptilopsylla Ewing, 1940
- Araeopsylla Jordan & Rothschild, 1921
- Arixenia
- Chiropteropsylla Oudemans, 1908
- Coorilla Dunnet & Mardon, 1973
- Dampfia Smit, 1954
- Hexactenopsylla Oudemans, 1909
- Hirtopsylla
- Hormopsylla Rothschild, 1921
- Ischnopsyllus Westwood, 1833
- Lagaropsylla Jordan & Rothschild, 1921
- Mitchella Lewis, 1970
- Myodopsylla K.Jordan & N.C.Rothschild, 1911
- Myodopsylloides Auguston, 1941
- Nycteridopsylla Oudemans, 1906
- Oxyparius Jordan, 1936
- Porribius Jordan, 1946
- Ptilopsylla Jordan & Rothschild, 1921
- Rhinolophopsylla Oudemans, 1909
- Rothschildopsylla Guimarães, 1953
- Serendipsylla Smit, 1975
- Sternopsylla Jordan & Rothschild, 1921
- Tanglha Liu, Wu & Wu, 1977
- Thaumapsylla Rothschild, 1907